# McKenney Islands
McKenney Islands är öar i Kanada.   De ligger i Regional District of Kitimat-Stikine och provinsen British Columbia, i den sydvästra delen av landet, 3 900 km väster om huvudstaden Ottawa.
Terrängen på McKenney Islands är varierad. Öns högsta punkt är 4 meter över havet.